# 第12回全国中等学校蹴球選手権大会
第12回全国中等学校蹴球選手権大会（だい12かいぜんこくちゅうとうがっこうしゅうきゅうせんしゅけんたいかい）は、大阪毎日新聞主催により1930年1月に南甲子園運動場で開催された全国中等学校蹴球選手権大会である。

## 参加チーム
- 函館商(北海道・初出場)
- 東高師付中(東京・2年ぶり2回目)
- 富山師範(富山・3年連続3回目)
- 愛知一師範(愛知・2年連続3回目)
- 京都師範(京都・2年ぶり11回目)
- 市岡中(大阪・5年ぶり6回目)
- 神戸一中(兵庫・5年ぶり9回目)
- 広島師範(広島・初出場)
- 熊本二師範(熊本・初出場)

## 試合結果

### 1回戦
- 神戸一中 2 - 1 熊本二師範

### 準々決勝
- 市岡中 3 - 0 函館商
- 広島師範 5 - 0 富山師範
- 神戸一中 3 - 2 愛知一師範
- 東高師付中 10 - 1 京都師範

### 準決勝
- 神戸一中 1 - 0 市岡中
- 広島師範 3 - 2 東高師付中

### 決勝
- 神戸一中 3 - 0 広島師範